# 日本蠕蛇鰻
日本蠕蛇鰻，為輻鰭魚綱鰻鱺目糯鰻亞目蛇鰻科的其中一種，分布於西北太平洋的日本海，棲息深度74-78公尺，棲息在底層水域，體長可達19.7公分，屬肉食性，生活習性不明。

## 擴展閱讀
維基物種上的相關：日本蠕蛇鰻